# 虞福春
虞福春（1914年—2003年），男，福建福州人，中国核物理及核技术学家，曾任北京大学教授、博士生导师。

## 家庭
三叔父虞宏正
四叔父虞伟正